# Q̌
Cette page contient des caractères spéciaux ou non latins. S’ils s’affichent mal (▯, ?, etc.), consultez la page d’aide Unicode.
Q̌ (minuscule : q̌), appelé Q caron ou Q hatchek, est une lettre utilisée dans la romanisation KNAB pour translittérer la lettre cyrillique gué cramponné ‹ Ӷ ӷ › prononcée /ɢ/ en nivkhe.
Elle est formée de la lettre Q diacritée d’un caron.

## Représentations informatiques
Le Q caron peut être représenté avec les caractères Unicode suivant :
- décomposé (latin de base, diacritiques) :

| formes    | représentations | chaînes de caractères | points de code | descriptions                                |
| --------- | --------------- | --------------------- | -------------- | ------------------------------------------- |
| capitale  | Q̌               | Q◌̌                    | U+0051 U+030C  | lettre majuscule latine q diacritique caron |
| minuscule | q̌               | q◌̌                    | U+0071 U+030C  | lettre minuscule latine q diacritique caron |